# Gmina Hažlach
Gmina Hažlach (polsky Gmina Hażlach) je gmina v jižním Polsku ve Slezském vojvodství v okrese Těšín přímo u českých hranic. Skládá se z šesti starostenství:
- Březůvka (Brzezówka) – 662 obyvatel, rozloha 4,6 km²
- Hažlach (Hażlach) – 2 344 obyvatel, rozloha 12,33 km²
- Pohvizdov (Pogwizdów) – 3 695 obyvatel, rozloha 4,7 km²
- Rudník (Rudnik) – 451 obyvatel, rozloha 4,1 km²
- Velké Kunčice (Kończyce Wielkie) – 1 854 obyvatel, 14,45 km²
- Zámrsk (Zamarski) – 1 380 obyvatel, rozloha 8,64 km²

Dohromady má celá gmina rozlohu 48,8 km² (6,7 % území okresu) a podle sčítání lidu v roce 2011 zde žilo 10 703 obyvatel (6,0 % obyvatelstva okresu).
Sousedí s městem Těšín na jihu, městem Karviná (městská část Louky) na západě, gminou Žibřidovice a gminou Strumeň na severu a gminou Dubovec na východě.
Gmina leží na území Těšínského Slezska. Geomorfologicky se nachází v Ostravské pánvi, do obce Pohvizdov přesahují černouhelná ložiska z ostravsko-karvinského revíru. Východní část gminy patří k rybníkářské oblasti zvané Žabí kraj.